# Prémio Prof. Doutor Luís Archer
O Prémio Prof. Doutor Luís Archer é um prémio atribuído pela Sociedade Portuguesa de Genética em homenagem ao cientista Luís Archer.
Este prémio, destinado aos jovens investigadores com 35 anos de idade ou menos, visa premiar a melhor comunicação oral apresentada, na área da genética.

## Premiados
- 2009 - Carlos Alberto Antunes Viegas[2]
- 2010 - Joana Marinho[3]